# Sholicola
Sholicola – rodzaj ptaków z podrodziny niltaw (Niltavinae) w obrębie rodziny muchołówkowatych (Muscicapidae).

## Zasięg występowania
Rodzaj obejmuje gatunki występujące w południowo-zachodnich Indiach.

## Morfologia
Długość ciała około 14 cm.

## Systematyka
Rodzaj zdefiniował w 2017 roku międzynarodowy zespół zoologów (Indyjczycy Vijayan V. Robin, C.K. Vishnudas, Pooja Gupta, Uma Ramakrishnan i Sushma Reddy, Singapurczyk Frank Erwin Rheindt oraz Amerykanin Daniel M. Hooper) w artykule poświęconym dwóm nowym rodzajom ptaków endemicznych dla Ghatów Zachodnich, opublikowanym w czasopiśmie „BMC Evolutionary Biology”. Gatunkiem typowym jest (oryginalne oznaczenie) runniczek rdzawoboczny (S. major).

### Etymologia
Sholicola: Shola – lokalna nazwa lasów górskich w Ghatach Zachodnich; -cola ‘mieszkaniec’, od colere ‘zamieszkiwać’.

### Podział systematyczny
Takson wyodrębniony z Brachypteryx. Do rodzaju należą następujące gatunki:
- Sholicola major (Jerdon, 1841) – runniczek rdzawoboczny
- Sholicola albiventris (Blanford, 1868) – runniczek białobrzuchy